# Індепенденс (Вісконсин)
Індепенденс (англ. Independence) — місто (англ. city) в США, в окрузі Тремполо штату Вісконсин. Населення — 1498 осіб (2020).

## Географія
Індепенденс розташований за координатами 44°21′42″ пн. ш. 91°25′9″ зх. д. / 44.36167° пн. ш. 91.41917° зх. д. (44.361532, -91.419147).  За даними Бюро перепису населення США в 2010 році місто мало площу 3,40 км², з яких 3,30 км² — суходіл та 0,10 км² — водойми. В 2017 році площа становила 10,95 км², з яких 10,81 км² — суходіл та 0,14 км² — водойми.

## Демографія
Згідно з переписом 2010 року, у місті мешкало 1336 осіб у 606 домогосподарствах у складі 352 родин. Густота населення становила 393 особи/км².  Було 676 помешкань (199/км²).
Расовий склад населення:
| - 88,6 % — білих - 0,4 % — азіатів - 0,1 % — корінних американців - 0,1 % — чорних або афроамериканців - 9,9 % — осіб інших рас |

До двох чи більше рас належало 1,0 %. Частка іспаномовних становила 12,9 % від усіх жителів.
За віковим діапазоном населення розподілялося таким чином: 22,3 % — особи молодші 18 років, 61,0 % — особи у віці 18—64 років, 16,7 % — особи у віці 65 років та старші. Медіана віку мешканця становила 37,7 року. На 100 осіб жіночої статі у місті припадало 107,8 чоловіків;  на 100 жінок у віці від 18 років та старших — 109,3 чоловіків також старших 18 років.
Середній дохід на одне домашнє господарство  становив 48 339 доларів США (медіана — 38 382), а середній дохід на одну сім'ю — 54 899 доларів (медіана — 47 000). Медіана доходів становила 32 938 доларів для чоловіків та 31 731 долар для жінок. За межею бідності перебувало 17,1 % осіб, у тому числі 29,6 % дітей у віці до 18 років та 9,5 % осіб у віці 65 років та старших.
Цивільне працевлаштоване населення становило 767 осіб. Основні галузі зайнятості: виробництво — 42,5 %, освіта, охорона здоров'я та соціальна допомога — 17,7 %, роздрібна торгівля — 7,2 %, сільське господарство, лісництво, риболовля — 5,9 %.